# 1972年ミュンヘンオリンピックのガーナ選手団
1972年ミュンヘンオリンピックのガーナ選手団（1972ねんミュンヘンオリンピックのガーナせんしゅだん）は、1972年にミュンヘンで開催されたオリンピックのガーナ選手団。

## メダル
| メダル   | 選手名         | 競技       | 種目     |
| -------- | -------------- | ---------- | -------- |
| 銅メダル | Prince Amartey | ボクシング | ミドル級 |